# Johann Georg Baiter

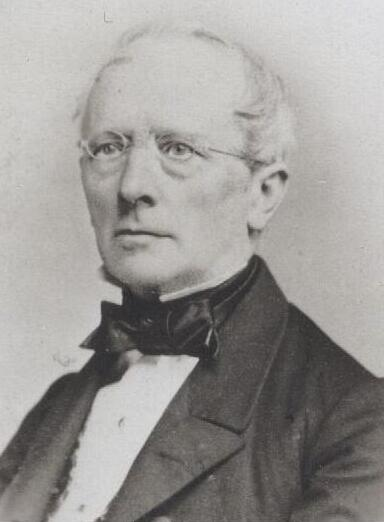
Johann Georg Baiter

Johann Georg Baiter (* 31. Mai 1801 in Zürich; † 10. Oktober 1877 ebenda) war ein Schweizer Philologe und Textkritiker.
Er wuchs in seiner Geburtsstadt auf und ging 1818 an die Universität Tübingen. Er konnte sich den Aufenthalt dort jedoch nicht leisten, so dass er nach Zürich zurückkehren musste, wo er einige Jahre als Privatlehrer lebte. 1824 bis 1829 studierte er an der Universität München bei Friedrich Thiersch, an der Universität Göttingen bei Georg Dissen und der Universität Königsberg bei Christian Lobeck. Von 1833 bis 1876 war er Oberlehrer am Gymnasium in Zürich.
Baiters Aufmerksamkeit galt der Textkritik, vor allem hinsichtlich Cicero und den attischen Rednern. Es gelang ihm, die besten Manuskripte heranzuziehen. Seine Zusammenstellungen wiesen höchste Genauigkeit auf. Die meisten seiner Arbeiten fertigte er in Zusammenarbeit mit anderen Gelehrten an, darunter Johann Caspar von Orelli, der ihn als seine rechte Hand betrachtete. Er gab Isokrates heraus, Panegyricus (1831), mit Hermann Sauppe zusammen Lykurg, Leocralca (1834) und Oratores Atticae (1838–1850), mit Orelli und Winckelmann eine kritische Ausgabe der Werke Platons (1839–1842), mit Orelli Babrius, Fabellae Iambicae nuper repertae (1845) sowie Isocrates in Didots Klassiker-Sammlung (1846).
Er war mit Orelli bei seiner großen Arbeit über Cicero verbunden und assistierte bei Ciceronis Scholiastae (1833) und Onomasticon Tullianum (1836–1838). Die Fasti Consulares und Triumphales waren allein sein Werk. Mit Orelli und (nach dessen Tod) Karl Felix Halm arbeitete er an der zweiten Ausgabe des Cicero und gab mit Kayser denselben Autor für die Tauchnitz-Serie (1860–1869) heraus. Ihm ist auch die Neuausgabe von Orellis Tacitus und Horaz zu verdanken. Mit Sauppe zusammen übersetzte er Leakes Topography of Athens.